# 아마기 (아카기형 항공모함)
아마기(天城, 일본어: あまぎ)일본 제국 해군의 항공모함이 될뻔 하였다. 이 이름을 가지는 일본 해군의 함선으로서는 1번 째이다.

## 개요
원래는 88함대의 아마기형 순양전함의 네임십이며 동급의 1번함이다. 1921년(다이쇼 10년), 요코스카 해군 공창에서 기공되었다. 그러나 건조 도중에 워싱턴 해군 군축 조약이 체결되었기 때문에 폐함이 정해졌지만, 조약에서는 건조 도중의 순양전함·전함을 항공모함에 개조하는 것은 인정되고 있었기 때문에, 순양전함으로서가 아니게 항공모함으로서 완성시키는 것이 정해져, 동형함의 아카기와 함께 항공모함으로 개조가 실시되었다.
그러나, 개조 도중의 1923년(다이쇼 12년) 9월 1일, 관동 대지진을 당해 선체에서 용골이 탈락하는 등 대파해, 그대로 폐기되었다. 그 대신으로 폐기 예정인 전함 카가가 항공모함에 개장시 사용되었다.